# 千葉パルコ
千葉パルコ（ちばパルコ）は1976年から2016年まで、千葉県千葉市中央区で営業していたファッションビル。

## 概要

### 開店までの経緯
1963年（昭和38年）に開店した前身の地場百貨店「田畑百貨店」は、1971年（昭和46年）5月12日未明に発生した"田畑百貨店火災"による店舗焼失と経営者を失った痛手が大きく、救済を求める形で同年6月には「西武百貨店」と資本提携を締結。1972年（昭和47年）には営業を再開したが、火災の影響からは立ち直れず1976年に閉店。増床した上で千葉西武とする構想が出るも、パルコに切り替えられ1976年12月1日に「千葉パルコ」として開店した。

### 西友の参入
1978年（昭和53年）の改装時に、地下1階と5階全フロアが西友に業態転換し営業を継続してきたが、閉店時には地下1階の食料品売り場のみになっていた。

### 地域への定着
パルコのスタッフは近隣の「千葉銀座商店街」が主催する、清掃活動やフリーマーケットを協力するなど地域との親交を深めていた。屋上に整備されたスケートパークやアパレル他の人気のテナントが、千葉駅から徒歩10分の立地にもかかわらず県全域から若者を集め、ピーク時の1991年度には232億円を売り上げがあった。
「千葉パルコ」の特色のひとつは無料でJR千葉駅から公園側扉前までを、5分程度で運行していたシャトルバスの「パルコバス」である。車輛は赤・青・白のいずれも側面に大きく「PARCO」のロゴが入った三台のマイクロバスで、10分程度の運行間隔で地域の足として買い物客以外にも利用されていた。

### 閉店発表
2015年2月期は減損損失を計上するなど苦戦が続いていた。7月31日に開かれたパルコの取締役会で、今後の店舗を取り巻く商業環境の変化、これによって新たに必要となる設備投資の見通しなどを総合的に勘案した結果、賃貸借契約期間の満了に合わせて2016年11月末で閉店することが発表になった。低迷の背景には、県内で相次ぐ大型商業施設の開業や増床がある。2015年に入ってからは「三井アウトレットパーク 幕張」や「酒々井プレミアム・アウトレット」が増床開業、客足は千葉市内中心部から郊外に向く傾向が強まっていた。パルコは周辺の商業施設との競争でも後手に回った。京成千葉駅に隣接する「そごう千葉店」が2014年に改装開業したほか、2016年秋には千葉駅ビルが一部開業し、経営環境は一層激化した。駅から徒歩10分ほどと、遠くて不便との指摘もあった。

### 閉店
閉店日の11月30日まで多彩なイベントが開催された。11月19日は千葉のローカルスターJAGUAR出演のイベント、「千葉パルコ」最後の週末11月26日・27日には老舗ライブハウス「千葉LOOK」と音楽スタジオ「スタジオペンタ」、千葉県内最古のタワレコ「タワーレコード千葉店｣と「千葉パルコ」がタッグを組んだ屋上無料LIVE「FINAL ROOF TOP LIVE｣を2days開催。「THE STARBEMS」の日高央＆高地広明、「FOUR GET ME A NOTS｣、｢ザ・なつやすみバンド｣中川理沙など千葉出身のアーティストが多数結集し盛り上げた。さらに毎週第4日曜に開催される「千葉銀座商店街」のフリーマーケットに千葉パルコブースも出店、パルコバスやパルコのキャラクター・パルコアラのフォトスポットも登場した。同時に1969年～2016年のパルコの広告ポスター約250枚を一挙公開する「PARCO B全展」の開催、千葉のご当地スイーツ店「黒船」による期間限定ショップや、千葉パルコ限定「あんずジャムロール」の販売も行われた。
最終日は開店前から約300人の列が並んだ。店内には最終売りつくしなどのポスターが掲げられ、多くの買い物客が駆けつけた。19時からはパルコバスのイラストや、開業当時の写真などが印刷された「千葉パルコオリジナルポストカードセット」が来店客に配布された。20時30分にはスタッフが公園口扉前に整列し、閉店セレモニーが始まった。上田昭二店長が最後のあいさつを述べスタッフが館内に入り一礼の後ドアが閉まると、集まった来店客から「ありがとう」の多くの声に送られて、40年間の歴史に幕を下ろした。

### 閉店後
跡地は「新日本建設」(本社・千葉市) が買収した上で、マンションや商業施設からなる複合ビルを建設すると発表。当初は2020年の竣工を目指していたが、跡地周辺の敷地と一体で再開発する方針に変更したため、2020年4月に着工し、2023年3月の完成に変更となった。竣工した「エクセレント ザ タワー」1階には、かつて千葉パルコに入居していた西友が千葉中央店を出店している。